# 泰澄之里站
泰澄之里站（日语：／ Taichonosato Eki */?）是位於福井縣福井市淺水町，福井鐵道福武線的電車站。車站編號為F11。本站與清明站皆為線道上最近期建成的車站。

## 車站構造
電車站是地面車站，設有1面1線的單式月台。月台全長40米，寬2米。此站是無人車站。電車站結構與清明站同日啟用的清明站相同。
車站前設有9個車位的泊車轉乘停車場。

## 歷史
在建設期間，車站一度以「真木站」稱之。
- 2011年3月20日：車站啟用[1][2][3]。
- 2024年10月11日：可使用ICOCA及全國通用IC卡付款[4][5]。

## 使用人數
根據國土交通省「國土數值情報」，以下為1日平均上下車人次：
| 上落車人次變化 | 上落車人次變化 |
| 年度           | 1日平均人次    |
| -------------- | -------------- |
| 2011           | 103            |
| 2012           | 105            |
| 2013           | 105            |
| 2014           | 105            |
| 2015           | 123            |
| 2016           | 67             |
| 2017           | 60             |
| 2018           | 54             |
| 2019           | 55             |
| 2020           | 47             |
| 2021           | 22             |
| 2022           | 51             |

## 相鄰車站
福井鐵道
■福武線
■急行、■區間急行
通過
■普通
三十八社（F10）－泰澄之里（F11）－淺水（F12）

## 外部連結
- 福井鐵道泰澄之里站 （页面存档备份，存于）（日語） - 福井鐵道